# Feminizem
Feminízem je raznolika zbirka socialnih teorij, političnih gibanj in moralnih filozofij, pretežno motiviranih z izkušnjami žensk, posebej v socialnem, političnem in ekonomskem kontekstu. Kot socialno gibanje se feminizem v prvi vrsti osredotoča na zmanjšanje in izničenje neenakosti med spoloma in promoviranje pravic, interesov in zadev žensk v družbi.
Feminizem zgodovinsko izhaja javne udeležbe žensk v politiki in druge vrste javnosti. Zgodovinsko se prične feminizem s salonskimi dejavnostmi. Salon kot socializacija premožnih tako s tedanjo kulturo kot idejnimi vodji, je praviloma vodila ženska, vdova ali bogato poročena ženska, ki je vložila denar v dejavnosti, ki so bile v občo zabavo in zanimanje in tako pridobila elitno sredino in tako gostila zanimive ljudi. Sama pogostitev je bila v celoti odgovornost gostitelja, prav tako vabila in animacija, gostiteljica pa se je večinoma preživljala s poslovnimi investicijami in špekulacijami, narava teh informacij pa je prišla z gostov. Saloni niso bili vedno stalni, so pa bili pomemben del mestnega utripa. Ob nastopu prve in druge svetovne vojne je pomen salonov zamrl, a žensko razumništvo, prej usmerjeno v elitnih krogih v odprt družbeni dialog, se je aktiviralo v kulturni boj za žensko volilno pravico.
V akademskih okvirih se nekateri feministi in feministke ukvarjajo z dokumentiranjem neenakosti med spoloma in spremembami v družbenem položaju ter zastopanosti žensk. Spet drugi izhajajo iz izhodišča, da je spol družbeni konstrukt, ter na podlagi tega konstrukta raziskujejo alternativne modele za preučevanje družbenih odnosov.
Nekateri feministični raziskovalci in raziskovalke izpostavljajo, da bi morale biti ustaljene hierarhije v poslovnem in političnem svetu ter na sploh v vseh organizacijah nadomeščene z decentralizirano ultra-demokracijo. Nekateri trdijo, da je obstoj osrednjega vodje v katerikoli organizaciji izpeljan iz paternalistične strukture družine, ki jo je zategadelj treba reformirati in zamenjati. Za te raziskovalce in raziskovalke je tematika feminizma širša in ni strogo vezana na zadeve, povezane s spolno determiniranostjo (glej tudi anarho-feminizem in post-strukturalizem).
Družbeni konstrukti na področju spolnih identitet so postali še posebej pomembni v času ko je medicina in druge vrste terapija in zdravljenje presegla mnoge prej naravno postavljene meje dojemanja sveta. Tudi filozofija je vidno pričela presegati naravnopravne teorije pravičnosti, dojemanje sveta je tako postalo vidno bolj subjektivno. Spolna identiteta je prav tako del te diskusije, ki se močno naslanja na človekove pravice in osebnostne pravice posameznika v pravni družbi. Feminizem se zaradi svojega nastanka naslanja v veliki meri na posameznikovo pravico do samoaktualizacije.
Feministični politični aktivizem se navadno osredotoča na zadeve, kot so načrtovanje družine ( splav), nasilje nad žensko in nasploh nasilje v družini, porodniški dopust, spolna diskriminacija, spolno nadlegovanje in spolno nasilje. Teme, ki jih obravnava feminizem, vključujejo patriarhat, stereotipe ipd.
V 60-ih in 70-ih letih 20. stoletja se je feminizem v teoriji in praksi osredotočal predvsem na belke srednjega sloja z Zahoda, a se je obenem skliceval na zastopanost vseh ras in slojev. V novejšem obdobju številni feministični teoretiki in teoretikinje postavljajo pod vprašaj predpostavko, da prototipna »ženska« predstavlja homogeno skupino posameznikov z enakimi interesi. S pojavom feminističnih aktivistov in aktivistk iz različnih okolij se je za teoretike feminizma pojavila možnost, da se poskusijo ugotoviti presek med temami, vezanih na spol, in drugimi sociološkimi kategorijami, kot sta rasa ali sloj. Številni feministi in feministke danes zastopajo stališče, da je feminizem prvinsko gibanje, ki si prizadeva za odpravo mej, vezanih na socialni sloj, raso, kulturo in vero, ki pa je obenem kulturno pogojeno in obravnava teme, relevantne za ženske v izbrani družbi, najsi bo to obrezovanje žensk v Sudanu ali »stekleni strop« v zahodnih družbah; obenem pa razpravlja o tem, katere od specifičnih tem, kot so posilstvo, incest ali materinstvo so univerzalne in zadevajo vse ženske.
Feminizem je deležen tudi vrsto različnih napadov. Poglavitna težava feminizma je obsežnost in nedefiniranost gibanja, ki vsebuje tako boj za varstvo pravic homoseksualcev, vprašanje zvestobe, nasilja nad ženskami in celo vrsto drugih zakonskih problematik, ki so po svoji naravi zelo kompleksne in pomembne teme, ki so pomembno oblikovale zgodnje 20.stoletje in so še vedno relevantne.
Slovenska javnost močno neguje javno razpravo o teh problematikah, letni dogodki kakršni so Mesto žensk s svojimi publikacijami pa tudi drugi kulturni dogodki osvetljujejo težave v javnosti. Od 1980tih let obstaja mnoštvo ženskih aktivistk in organizacij, ki so se od 2006 preoblikovale v Ženski lobi in izdale tudi Feministični manifest leta 2014 in so tudi povezane v Evropski ženski lobi kot društvo. Na evropskem kot slovenskem področju so postavljena merila, ki omogočajo vsaj bolj enakovredno zastopanost tako žensk kot moških v predstavniška telesa zakonodaje. Tako imenovane ženske kvote obvezujejo vlagatelje kandidatnih list, da poiščejo med kandidatkami več ženskih predstavnikov svoje liste.
Feministke so tako spolno dejavne posameznice, zavedne državljanke in visoko delujoče posameznice, ki prevzemajo delno družbeno vlogo samorefleksije glede težav s spolno in družbeno identiteto žensk v njihovem okolju. Tako omogočajo družbi, državljanom in posameznikom, da izbirajo najbolj učinkovita sredstva pri skrbi za svoje pravice, člane družine, otroke in širšo družbo. Gibanje za feminizem je v osnovi boj zoper prevlado moškega spola na oblasti, saj je ta oblast krivična. Definicija pravičnosti v odnosu med spoloma, še posebej v družbeni ureditvi, pa je nestalna, nedefinirana in prav tako družbeni konstrukt, ki omogoča zlorabe in škodljive ureditve. Feminizem kot kulturni boj je tako pogosto nepotrebno relativiziran, politično pa izgublja na moči ravno na področju pravic samskih žensk in družbenih konstruktov, ki veljajo zanje.
Na področju feminizma in varstva LGBT pravic na področju Evrope smo priča močnim interesnim gibanjem, ki vplivajo na družinsko pravo in tako na samo naravo družbe, ki je bila na področju Srednje in Vzhodne Evrope izpostavljena močnim družbenim, socialnim in ekonomskim spremembam. Še vedno onkraj Oprah Winfrey na tako velikem področju nismo bili deležni javnega diskurza ob teh večjih družbenih spremembah na področju pravic žensk, družinskega prava in družinskega nasilja ter otrokovih pravicah. Družbeni aktivizem je ključen pri obvladovanju te vrste težav v družbi. Ob porastu razvez zakonskih zvez in katoliški konzervativnosti v zvezi z naravo zakonske zveze gibanje pomembno niha v odmevnosti in prodornosti in je v osnovi protikonzervativno in protikatoliško od osamosvojitve Slovenije dalje v javnem diskurzu.
Zaradi vseobsežnosti gibanja in naravnega prizadevanja gibanja za demokratičnost vladanja je feminizem vstopil v diskurz etike posameznih verskih prepričanj. Narava feminizma, da vrednoti in relativizira konzervativne vrednote in vrednostne sisteme, kakršni so verski sistemi, pomembno vpliva na razmišljanja o pravicah žensk v različnih sistemih. Feminizem postaja bolj kot kadarkoli prej predmet globalističnega razmišljanja o etiki do otrok, do mater in do družinskih problematikah v raznovrstnih okoljih. Moraliziranje o teh temah je postalo hudo breme za razpravljalce, a je pomembno zastopano preko organizacij kakršne so Amnesty International, Rdeči križ, Karitas, Zveza za prijatelje mladine, Združenje proti spolnem zlorabljanju.
Feminizem je kot prepričanje pomembno zastopan tudi v okviru družboslovnega izobraževanja in je tako marsikje na Zahodu pomembno izhodišče za analiziranje družbe v kateri bivamo. Relativizacija feminizma je tako postalo orodje za razveljavitev takšnih analiz in tako pomembno izhodišče političnega diskurza, ki pa nima zaledja v univerzitetnem okolju in je tako lahko predmet javnega posmeha.